# Vladimir Darie
Vladimir Darie (n. 7 august 1952, Suruceni, Ialoveni) este un istoric, jurnalist și politician din Republica Moldova, fost deputat în Parlamentul Republicii Moldova între anii 1990–1994. Din noiembrie 2009 este director general al agenției de presă „Moldpres”.
Anterior a fost primar al orașului Orhei (1990-1991), consilier al președintelui Republicii Moldova Mircea Snegur (1991-1993), director al postului de televiziune „Catalan” (1998-2001) și apoi primar al satului Suruceni (2003-2007).
A absolvit Universitatea de Stat din Moldova, Facultatea de Istorie (1969-1974), după care în 1974-1985 a fost director al Muzeului „Serghei Lazo”, iar în 1985-1987 - șef al Direcției cultură a raionului Orhei.
În 1996 a fost distins cu Medalia „Meritul Civic”, iar în 2012 a fost decorat cu „Ordinul Republicii” de către Președintele Republicii Moldova Nicolae Timofti.